# Luis Fernández (peintre)
Pour les articles homonymes, voir Fernández et Luis Fernandez.
Luis Fernández, appelé aussi Louis Fernandez en France, né à Oviedo le 29 avril 1900 et mort à Paris le 25 octobre 1973, est un peintre espagnol.
La plus grande partie de ses œuvres est conservée dans la collection d'art de la Fondation Telefónica et au musée des Beaux-Arts des Asturies.

## Biographie
Fils d'un universitaire d'Oviedo, Luis Fernández López devient orphelin très jeune. En 1909, ses frères et lui vont vivre chez leur grand-père maternel à Madrid. Mais celui-ci meurt peu de temps après ; les frères sont séparés et Luis va vivre à Barcelone chez son oncle maternel, lequel lui fait abandonner ses études pour le faire entrer comme apprenti dans une bijouterie des Ramblas. En 1912, il s'inscrit aux cours du soir de l'École des beaux-arts de Barcelone, la Llotja, tout en continuant à travailler pour payer ses études. 
Une fois ses études terminées, il s'installe en 1924 à Paris, où il gagne sa vie en travaillant dans une imprimerie. Il entre en contact avec les mouvements artistiques de Montparnasse et fait la connaissance d'artistes comme Brancusi, Braque, Ozenfant… Il rencontre aussi le sculpteur espagnol Julio González. Il sera successivement proche du purisme, un dérivé du cubisme, et du néoplasticisme, puis plus tard du surréalisme. À partir de 1933, il se consacre exclusivement à la peinture. Une amitié naît entre lui et Pablo Picasso, avec lequel il collabore à différents projets et qui aura une grande influence sur son œuvre.
Toutefois, son œuvre évolue de façon progressive vers un monde de plus en plus personnel et hermétique. Son travail est marqué par un processus de création lent et analytique, voire méditatif, dans lequel il interroge non seulement la forme mais aussi l'esprit de l'objet. Sa production peu abondante et sa mauvaise fortune avec les marchands d'art le feront vivre à l'écart du succès dont bénéficieront bien d'autres artistes de sa génération, plus en phase avec le marché de l'art.
À la fin de sa vie, son œuvre jouit de la reconnaissance de la critique. Une exposition anthologique a lieu en 1972 au Centre national d'art contemporain à Paris. Mais cette exposition n'ira pas en Espagne, ce dont le peintre restera meurtri. Il meurt le 25 octobre 1973 à Paris ; il est enterré, selon ses volontés, à Cantenac, près de Bordeaux, aux côtés d'Esther, sa première épouse.